# Becoming X
Becoming X è il primo album in studio del gruppo musicale inglese Sneaker Pimps, pubblicato nel 1996.

## Tracce
Testi e musiche di Chris Corner, Liam Howe e Ian Pickering eccetto dove indicato.
1. Low Place Like Home – 4:38
2. Tesko Suicide – 3:48
3. 6 Underground – 3:54 (Chris Corner, Liam Howe, Ian Pickering, John Barry)
4. Becoming X – 4:15
5. Spin Spin Sugar – 4:21
6. Post-Modern Sleaze – 5:21
7. Waterbaby – 4:12
8. Roll On – 4:28
9. Wasted Early Sunday Morninh – 4:29
10. Walking Zero – 4:31
11. How Do – 5:03

Tracce bonus (USA)
1. 6 Underground (Nellee Hooper Edit) – 3:53

## Formazione
- Kelli Dayton - voce
- Chris Corner - chitarra
- Liam Howe - tastiera
- Joe Wilson - basso
- Dave Westlake - batteria